# 생물심리사회 모델
생물 심리 사회 모델(Biopsychosocial model)은 생물학, 심리학 및 사회 환경 요인 간의 상호 연결을 보는 학제 간 모델이다. 이 모델은 건강 및 질병 모델에서 인간 발달에 이르기까지 이러한 측면이 주제에서 어떻게 역할을 수행하는지 구체적으로 조사한다. 이 모델은 1977년 엥겔(George L. Engel)에 의해 개발되었으며 이러한 유형의 다면적 사고를 사용한 최초의 모델로 알려져있다. 생물심리사회 모델은 영역간의 한계에 대한 비판을 받았지만 그 과학적 중요성에서 심리학, 건강, 의학 및 인간 발달 분야에 계속 영향을 미치고있다.

## 탈이론
생물심리사회 모델은 영역간의 한계에 대한 비판을 받지만 한편 이는 해당 학문 영역의 이론에 집착되지 않고 탈이론적으로 목적을 수행하려는 그 취지를 보장하려고한다.

## 같이 보기
- 취약성-스트레스 모델